# Сагадеев, Жан Артурович
Жан Арту́рович Сагаде́ев (8 июля 1967 — 2 июня 2009, Москва, Россия) — советский и российский рок-музыкант.
Сын известного востоковеда Артура Владимировича Сагадеева.
Вокалист, автор песен и музыки, лидер и основатель российской рок-группы «Э.С.Т.»

## Биография

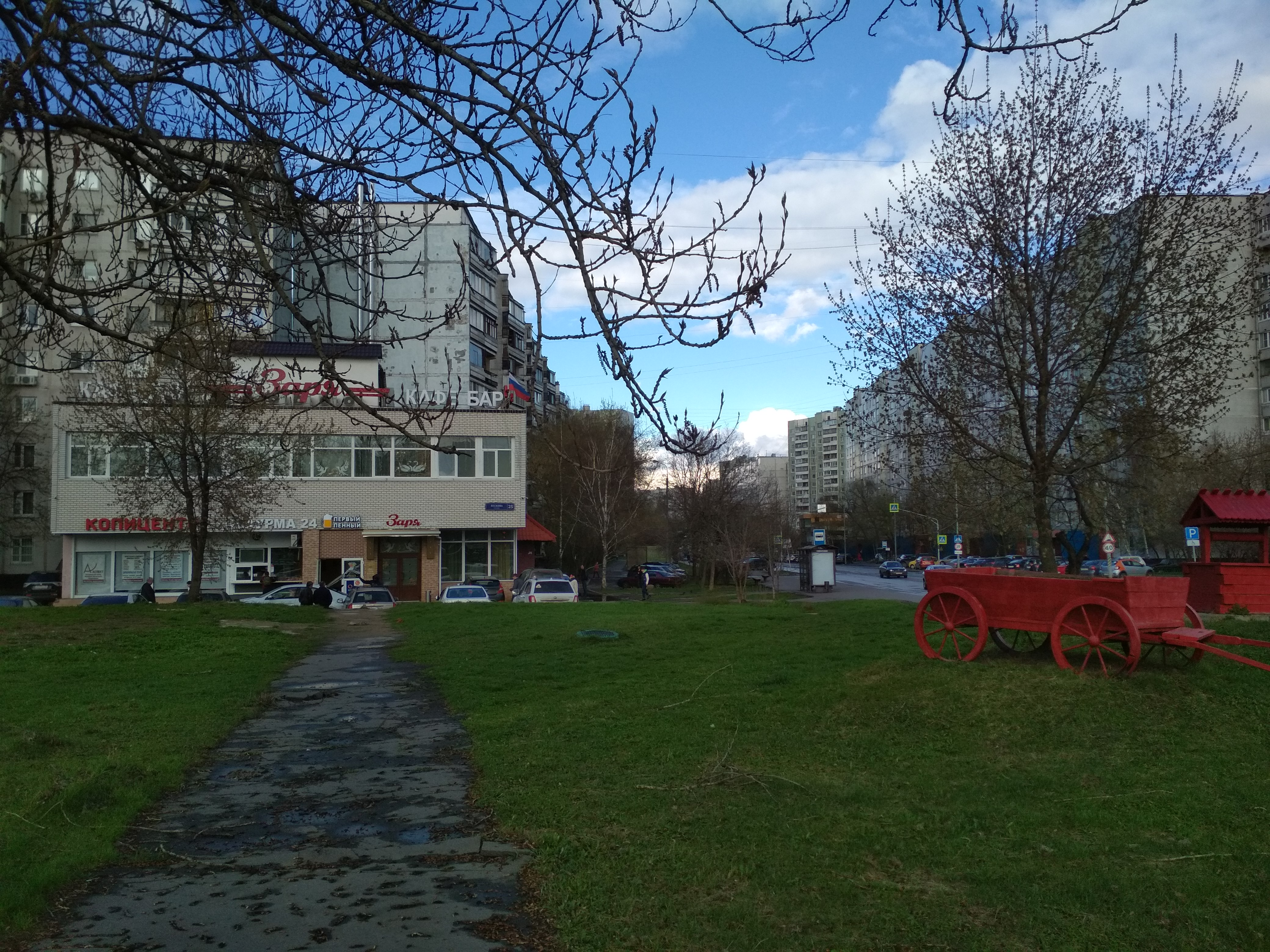
Дома 58 по ул. Корнейчука и 25 по ул. Лескова, где жили братья Гернеза и Жан в детстве (современный вид)

Школа 332 (современное состояние)

Родился 8 июля 1967 года. Жил в районе Бибирево (с братьями Гернеза они жили в микрорайоне, образованном домом 25 по улице Лескова и домами 58—58а по улице Корнейчука). Ходил в простую районную школу № 332. Вот как Жан отзывался об этом учебном заведении тех лет: 
Когда я попал в неё, то подумал, что попал в дурдом: там учились настоящие шлаки общества! Население микрорайона на 99 % составляли алкаши… Дрались улица на улицу: например, Корнейчука против Белозерской. И только к 9-му классу подобрались по-настоящему интеллигентные люди: на флагштоке перед школой висел флаг «Rock-n-Roll», мы обильно украшали здание школы и асфальт надписями «Кiss», «AC/DC»…
Ещё в школе он заинтересовался рок-музыкой, был поклонником таких групп, как «AC/DC» и «Kiss» — но был знаком и с классикой. В 9 классе он познакомился с братьями Андреем и Виктором Гернеза, которые к тому времени уже умели играть на гитаре и принимали участие на школьных концертах. Именно они и показали Жану несколько аккордов на гитаре. Родители категорически не поддерживали стремления Жана, поэтому все инструменты и аппаратуру музыкант покупал на свои деньги. К 1986 году братья Гернеза с Жаном во главе организовали группу Э. С. Т. В 1989 году вышел диск «Electro Shock Therapy» (содержавший такие хиты, как «10 Веселых Лет» и «Катюша», лейбл «Destiny»), а в 1991 году диск «Проба пера» выпущен в России.

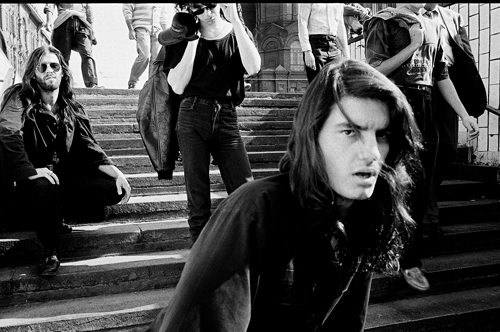
Жан Сагадеев и группа Э. С. Т., 1992 год. Фото Игоря Мухина

За все время существования группы с её создателем и правообладателем Жаном Артуровичем Сагадеевым было выпущено 7 альбомов. Последним прижизненным альбомом стал «Подъём!» (2005) с его переписанным хитом «Гуляй, Поле», а также другими сильными вещами («Заря над Амбарами», «Бабы и Бабки», «Роботы в Ночи»). А последний посмертный альбом — «Черная Гвардiя» (2013). Жан участвовал в главном мировом рок-фестивале и крупнейшем концерте в истории России — «Monsters of Rock», на котором E.S.T. играла перед аудиторией примерно 1 млн человек вместе с AC/DC, Metallica и Pantera. Жан вёл шоу, в котором строил содержательные беседы о музыке, но отказывался приглашать в эфир людей, которых ему навязывали ради рейтингов. Утверждал: эти люди не имеют отношения к настоящей музыке. Программу Жана в итоге закрыли.

### Смерть
В ночь с 3 на 4 июня 2009 года около часа ночи, супруга Жана обнаружила его тело со следами насильственной смерти в его собственной квартире на юго-западе Москвы. По наиболее распространённой и удобной для следственных органов версии, Жан покончил жизнь самоубийством, однако по другой версии, к которой склоняются родные и друзья Жана— он был убит в результате конфликта (почки были отбиты, на теле были обнаружены царапины и гематомы). Убийцы попросту сымитировали самоубийство Жана, оставив его в коридоре на кабельном шнуре в позе удушья. Результаты вскрытия показали, что смерть наступила 2 июня в первой половине дня.
Жан Сагадеев похоронен на Красногорском кладбище по мусульманским традициям 6 июня 2009 года, рядом с матерью О. А. Карпухиной (1940—2000).

### Семья
- Отец — Сагадеев Артур Владимирович
- Сестра — Сагадеева Валентина Артуровна
- Супруга — Сагадеева Ирина
- Дочь — Сагадеева Яна

## Цитаты
Я себя никогда и не причислял к heavy metal. Наши самые главные песни, типа «Катюши», никакого отношения к подобию американского или английского рока не имеют. Это обыкновенная «русская народная» музыка. Мы себя никогда не ограничивали какими-то стилевыми рамками. Нас с самого начала стали причислять к «металлу», потому что у людей просто не было понятия о том, что такое рок. Они были по-совковому примитивны: если играешь с «фуззом», и у тебя длинные волосы — это heavy metal. На самом деле, у нас в музыке присутствовали элементы и панка, и обычного рок-н-ролла. Мы никогда не зацикливались на каком-то определённом стиле.
— о своей музыке и группе

Да какой это рок? Надо определиться уже в стиле их музыки. То, что они играют — это элементарный брит-поп, причём десятилетней давности, который там уже давно отцвел. Тексты абсолютно тупые… Я понимаю, Гребенщиков сочинял заумные и сложные тексты, но там был смысл, и некоторые его песни мне очень нравились в школьные годы. А у этих — просто бездарная чушь. У «Мумий Тролля» хороший имидж, на «пятерку», музыка — уже на «четыре», а слова — на «три». Земфира — это вообще ужас! Одна фраза про какие-то «трещинки» чего стоит. Когда я впервые это услышал по телевизору за обедом, меня просто начало тошнить. Ещё какие-то «Медведи» есть — тоже та ещё группа. В общем, все это говно. Это неосовок, а не рок-музыка!

Да, это хорошая правильная музыка. Во-первых, я люблю просто панк-рок, а во-вторых, мне нравятся фольклорные элементы в музыке, что в «Короле и Шуте» присутствует, такой фольклорный романтизм.

## Фильмография
- 1992 — «На Дерибасовской хорошая погода, или На Брайтон-Бич опять идут дожди» - музыкант на Арбате
- 2002 — «Харон» (короткометражный) — покойник
- 2007 — «Папины дочки» — камео
- 2009 — «Хроника столичных воров» — камео

## Награды
- За участие в событиях у «Белого дома» в августе 1991 года Жан был награждён медалью «Защитнику свободной России».
- В 2007 году Жан Сагадеев получил от генерального секретаря благотворительного общественного движения В. И. Маслова медаль «Во имя жизни на Земле» с формулировкой «За благородство помыслов и дел»[10]
- Музыкант стал одним из героев журнала «Эсквайр».